# Campionati europei di atletica leggera 2014 - Salto in lungo maschile
Il concorso del salto in lungo ai Campionati europei di atletica leggera 2014 si è svolto il 14 e 17 agosto 2014 al Letzigrund.

## Medaglie
| Oro     | Greg Rutherford Gran Bretagna |
| Argento | Loúis Tsátoumas Grecia        |
| Bronzo  | Kafétien Gomis Francia        |

## Programma
| Data           | Tempo | Evento         |
| -------------- | ----- | -------------- |
| 15 agosto 2014 | 21:30 | Qualificazione |
| 17 agosto 2014 | 18:00 | Finale         |

## Risultati

### Qualificazione
Qualificatione: si qualificano alla finale gli atleti che raggiungono la misura di 8,00 metri (Q) o i migliori dodici (q).
| Class | Gruppo | Atleta               | Nazione       | #1   | #2   | #3   | Risultato | Note |
| ----- | ------ | -------------------- | ------------- | ---- | ---- | ---- | --------- | ---- |
| 1     | B      | Loúis Tsátoumas      | Grecia        | 7.94 | 8.19 |      | 8.19      | Q    |
| 2     | B      | Eusebio Cáceres      | Spagna        | 7.64 | 8.05 |      | 8.05      | Q    |
| 3     | B      | Greg Rutherford      | Gran Bretagna | 7.95 | 8.03 |      | 8.03      | Q    |
| 4     | A      | Christian Reif       | Germania      | 7.52 | 8.02 |      | 8.02      | Q    |
| 5     | A      | Chris Tomlinson      | Gran Bretagna | 7.68 | 7.27 | 7.89 | 7.89      | q    |
| 6     | A      | Tomasz Jaszczuk      | Polonia       | x    | 7.83 | 7.58 | 7.83      | q    |
| 7     | B      | Kafétien Gomis       | Francia       | 7.83 | x    | x    | 7.83      | q    |
| 8     | A      | JJ Jegede            | Gran Bretagna | 7.64 | 7.76 | 7.81 | 7.81      | q    |
| 9     | B      | Michel Tornéus       | Svezia        | 7.81 | 7.69 | –    | 7.81      | q    |
| 10    | B      | Adrian Strzałkowski  | Polonia       | 7.70 | 7.71 | 7.80 | 7.80      | q    |
| 11    | A      | Elvijs Misāns        | Lettonia      | 7.54 | 7.79 | 7.71 | 7.79      | q    |
| 12    | B      | Ignisious Gaisah     | Paesi Bassi   | 7.78 | x    | 7.72 | 7.78      | q    |
| 13    | A      | Aleksandr Men'kov    | Russia        | 7.63 | x    | 7.78 | 7.78      |      |
| 14    | B      | Aleksandr Petrov     | Russia        | x    | 5.29 | 7.75 | 7.75      |      |
| 15    | A      | Salim Sdiri          | Francia       | 7.53 | x    | 7.74 | 7.74      |      |
| 16    | A      | Tomas Vitonis        | Lituania      | 7.68 | 5.41 | 5.26 | 7.68      |      |
| 17    | B      | Povilas Mykolaitis   | Lituania      | x    | 7.61 | 7.66 | 7.66      |      |
| 18    | B      | Yves Zellweger       | Svizzera      | 7.64 | 7.04 | 7.63 | 7.64      |      |
| 19    | A      | Yeóryios Tsákonas    | Grecia        | 7.64 | x    | 7.44 | 7.64      |      |
| 20    | B      | Jean Marie Okutu     | Spagna        | 7.64 | x    | 7.39 | 7.64      |      |
| 21    | A      | Julian Howard        | Germania      | 7.61 | x    | 7.63 | 7.63      |      |
| 22    | B      | Izmir Smajlaj        | Albania       | 7.56 | 7.42 | 7.29 | 7.56      |      |
| 23    | B      | Sebastian Bayer      | Germania      | x    | 7.33 | 7.56 | 7.56      |      |
| 24    | B      | Dino Pervan          | Croazia       | x    | 7.53 | x    | 7.53      |      |
| 25    | A      | Mathias Broothaerts  | Belgio        | 7.48 | x    | 7.41 | 7.48      |      |
| 26    | B      | Emanuele Catania     | Italia        | x    | 7.25 | 7.31 | 7.31      |      |
| 27    | A      | Nikolaos Xenikakis   | Grecia        | 6.99 | 7.12 | 7.06 | 7.12      |      |
| 28    | A      | Luis Méliz           | Spagna        | 6.85 | 4.34 | –    | 6.85      |      |
| 29    | A      | Stefano Tremigliozzi | Italia        | x    | x    | 4.77 | 4.77      |      |
| -     | A      | Gor Nerkararyan      | Armenia       | –    | r    |      | NM        |      |

### Finale
| Class   | Atleta              | Nazione       | #1   | #2   | #3   | #4   | #5   | #6   | Risultato | Note                                     |
| ------- | ------------------- | ------------- | ---- | ---- | ---- | ---- | ---- | ---- | --------- | ---------------------------------------- |
| Oro     | Greg Rutherford     | Gran Bretagna | 7.95 | 8.27 | 8.18 | 8.29 | –    | –    | 8.29      |                                          |
| Argento | Loúis Tsátoumas     | Grecia        | 8.15 | 7.82 | x    | 7.83 | 7.86 | 7.72 | 8.15      |                                          |
| Bronzo  | Kafétien Gomis      | Francia       | x    | x    | 8.13 | x    | 7.81 | 8.14 | 8.14      |                                          |
| 4       | Eusebio Cáceres     | Spagna        | x    | 8.11 | x    | –    | r    |      | 8.11      | Miglior prestazione personale stagionale |
| 5       | Michel Tornéus      | Svezia        | x    | x    | 8.00 | x    | 8.05 | 8.09 | 8.09      | Miglior prestazione personale stagionale |
| 6       | Ignisious Gaisah    | Paesi Bassi   | 8.03 | 8.08 | 7.85 | 7.80 | 7.94 | 7.94 | 8.08      |                                          |
| 7       | Tomasz Jaszczuk     | Polonia       | 7.69 | x    | 7.96 | x    | x    | 8.07 | 8.07      |                                          |
| 8       | Christian Reif      | Germania      | x    | 7.95 | 7.91 | 7.88 | x    | 7.66 | 7.95      |                                          |
| 9       | JJ Jegede           | Gran Bretagna | 7.88 | x    | 7.65 |      |      |      | 7.88      |                                          |
| 10      | Elvijs Misāns       | Lettonia      | x    | 7.76 | 7.69 |      |      |      | 7.76      |                                          |
| 11      | Chris Tomlinson     | Gran Bretagna | 7.26 | 7.73 | 7.75 |      |      |      | 7.75      |                                          |
| 12      | Adrian Strzałkowski | Polonia       | 7.63 | 7.62 | 7.59 |      |      |      | 7.63      |                                          |